# Albina Grčić
Albina Grčić (Split, 6 de febrero de 1999), conocida profesionalmente por el monónimo Albina, es una cantante croata, que representó a su país en el Festival de la Canción de Eurovisión 2021.

## Carrera
Grčić audicionó para la segunda temporada de X Factor Adria en Belgrado, Serbia, cantando "Ako izgubim te ja" de Oliver Dragojević. Pasando a la siguiente ronda, la producción decidió formar un grupo de chicas con Albina como miembro, aunque esta rechazó la oferta y finalizó su participación en el programa.
Luego, en diciembre de 2019, Albina Grčić se convirtió en concursante de la tercera edición de The Voice Hrvatska. En las audiciones a ciegas, Albina cantó la canción de Laura Pausini "En cambio no" y dos jueces, Vanna y Davor Gobac, se dieron la vuelta, eligiendo como coach a la primera de ellos. El 11 de enero de 2020, durante la fase eliminatoria, Grčić cantó "A Million Dreams" de Pink y avanzó a la ronda de las batallas, donde se enfrentó a Filip Rudan con el tema "Lovely", originalmente de Billie Eilish y Khalid. Así, Vanna eligió a Rudan para continuar su camino hacia las galas en directo, pero Massimo Savić usó su poder de "robar" y la concursante siguió en el programa como miembro de su equipo, interpretando la canción de Zlatan Stipišić Gibonni "Nisi više moja bol". Luego, en la semifinal, cantó "Fix You" de Coldplay y, ya en la final, interpretó los temas "Suze nam stale na put" junto con su coach Savić, "Korake ti znam" de Maya Sar y volvió a cantar su canción de las audiciones "En cambio no". Después de todo, quedó en tercer lugar en la clasificación general por detrás del ganador Vinko Ćemeraš y del subcampeón Filip Rudan.
Inmediatamente después de quedar tercera en The Voice, Albina firmó un contrato discográfico con Universal Music Croatia. El 16 de octubre de 2020, lanzó su sencillo debut, "Imuna na strah". Más tarde, en diciembre de 2020, la artista fue anunciada como una de los 14 finalistas de Dora 2021, el concurso nacional de Croacia para seleccionar la canción representante del país para el Festival de la Canción de Eurovisión 2021. Allí interpretó la canción "Tick-Tock", que fue escrita por Branimir Mihaljević, Max Cinnamon y Tihana Buklijaš Bakić, con la que ganó tanto la votación del jurado como la del televoto, de modo que representará a Croacia en Róterdam.
Albina actuó en la primera semifinal del certamen europeo. A pesar de quedar en décima posición tanto como por el jurado como por el televoto, la media de la puntuación hizo que la artista no pudiera clasificarse para la final.

## Discografía

### Sencillos
| "Imuna na strah"                                                     | 2020 | 11 | — |
| "Tick-Tock"                                                          | 2021 | —  | — |
| "—" denota que no apareció en listas de éxitos o que no fue lanzada. |      |    |   |